# Tahar Chérif El-Ouazzani
Tahar Chérif El-Ouazzani (ur. 10 lipca 1967 w Oranie) – algierski piłkarz występujący na pozycji pomocnika. Trener piłkarski.

## Kariera klubowa
El-Ouazzani karierę rozpoczynał w 1984 roku w zespole MC Oran. W sezonie 1984/1985 zdobył z nim Puchar Algierii, a w sezonie 1987/1988 – mistrzostwo Algierii. Graczem Oranu był przez sześć sezonów. W 1990 roku przeszedł do tureckiego Aydınsporu. Przez dwa sezony rozegrał tam 37 spotkań i zdobył 2 bramki.
W 1992 roku El-Ouazzani wrócił do MC Oran i w sezonie 1992/1993 wywalczył z nim mistrzostwo Algierii. W 1993 roku przeszedł do marokańskiej drużyny Raja Casablanca. Po dwóch sezonach spędzonych w tym klubie wrócił do Oranu. W sezonie 1995/1996 zdobył z nim Puchar Algierii. W 2002 roku zakończył karierę.

## Kariera reprezentacyjna
W latach 1984–1996 w reprezentacji Algierii El-Ouazzani rozegrał 50 spotkań i zdobył 1 bramkę.
W 1990 roku został powołany do kadry na Puchar Narodów Afryki, wygrany przez Algierię.
W 1992 roku ponownie znalazł się w drużynie na Puchar Narodów Afryki. Zagrał na nim w spotkaniach z Wybrzeżem Kości Słoniowej (0:3) i Kongiem (1:1), a Algieria odpadła z turnieju po fazie grupowej.
W 1996 roku El-Ouazzani po raz trzeci wziął udział w Pucharze Narodów Afryki. Wystąpił na nim w meczach z Zambią (0:0), Sierra Leone (2:0), Burkina Faso (2:1) i RPA (1:2), a Algieria zakończyła turniej na ćwierćfinale.